# Torre di Barì
La torre di Barì è un'antica torre medioevale di costruzione spagnola, posta sulla costa orientale della Sardegna, nell'omonima spiaggia del comune di Bari Sardo, nella provincia di Nuoro.

## Storia
Nella prima metà del 1500, il Vice re di Sardegna  (che secondo alcuni storici fu anche Barone dell'Isola d'Elba), viste le continue e ripetute incursioni piratesche, capii l'importanza della difesa delle coste da tali tipi di incursioni. Per tali ragioni, incaricò il capitano di Iglesias Marco Antonio Camos, di perlustrare tutto il perimetro delle coste dell'isola, in modo tale da poter individuare i luoghi più idonei per la costruzione di postazioni di avvistamento, con anche dettagli sui materiali da utilizzare: sovente si utilizzavano pietre, acqua e sabbia del posto, oltre la calce o, in alternativa, un impasto di sabbia e argilla come legante strutturale. Oltremodo, veniva anche descritto il costo delle singole costruzioni e su chi sarebbe gravato.

### La costruzione
La sua costruzione, venne consigliata nel 1572 dal Camos, così come descritto sul documento Carta sulla descricion de la Isla y Reyno de Sardena di Francesco Vico, proprio per far fronte alle continue incursioni piratesche di corsari, barbareschi, mori e saraceni, anche a causa della presenza della foce del rio Mannu, meta a loro cara per l'approvvigionamento di acqua dolce. Inizialmente, secondo la documentazione del Camos, la vedetta sarebbe dovuta esser eretta nella località di Punta Niedda. Infatti, come descritto nel documento del Camos, doveva essere distante circa otto miglia dalla vedetta di Tortolì e circa quattro dal villaggio di Barì. Solo successivamente venne deciso il luogo attuale di costruzione.
I materiali utilizzati per la sua costruzione furono principalmente:
- Pietre recuperate sul luogo (prevalentemente granitiche e basaltiche)
- Sabbia del luogo
- Acqua del luogo
- Calce, proveniente dalla vicinissima cava di Capo Monte Santo

La sua costruzione venne presumibilmente avviata nell'anno 1572, per terminare intorno al 1639, quando ne venne attestata la presenza ufficiale. 
Di forma tronco-conica, ha un'altezza di 12,75 m, un diametro di circa 11 m alla base, che si restringono a circa 8 m sulla piazza d'armi. 
Al suo ingresso, posto ad un'altezza da terra di circa 4 m, è presente una piccola camera circolare con soffitto a cupola, della dimensione di circa 14 m². Sulle fondamenta, sono presenti anche due camere della profondità di circa 4 m, atte al contenimento di viveri (generalmente granaglie) e di scorte di acqua dolce. 
Nel piano superiore si trova una stanza aperta, interamente finestrata, nella quale era situata la cosiddetta Piazza d'armi, in cui erano situate le munizioni (i soldati avevano a disposizione 3 cannoni, 2 spingarde e 2 fucili).
La forza militare presente era composta da un alcaide (il vero e proprio capitano della torre) e da tre o quattro soldati
L'edificio si trova lungo la costa orientale della Sardegna, nella regione storica dell'Ogliastra, a circa quattro chilometri dal centro abitato di Bari Sardo e dieci dal centro di Tortolì.
La torre aveva funzioni di vedetta e, con una visuale di 15 km, osservava la zona che si estende da Capo Bella Vista a Capo Sferracavallo: infatti la torre era in visuale ottica con le torri di San Gemiliano e Bella Vista in direzione nord, mentre in direzione sud era in visuale con la vedetta di Capo Sferracavallo.
Il costo di costruzione della torre, di circa 250 scudi ricadde sulla popolazione del borgo, che doveva anche provvedere al sostentamento degli uomini impiegati.
Il forte mantenne un buon stato di conservazione fino alla metà del 1700, quando un'incursione da parte dei mori, causò uno scontro a fuoco con conseguente danneggiamento. Negli anni successivi furono avviati importanti lavori di ristrutturazione, protrattesi fino agli anni '30 del XIX secolo. 
La costruzione cadde in disuso a partire dal 1842, quando venne soppressa la Reale amministrazione delle torri e abbandonata l'anno successivo. Dopo circa un secolo, riprese il servizio con le medesime funzioni, allo scoppio della Seconda guerra mondiale.

### La Torre di Barì oggi
Ai giorni d'oggi, la torre gode di un buono stato di conservazione generale. intorno ai primi anni del 1900, venne costruita una scalinata che permetteva un accesso comodo al boccaporto situato a quattro metri dal suolo, permettendo così a chiunque, di visitarla nel suo interno. I lavori più importanti di recupero del rudere, sono stati effettuati a partire dalla seconda metà degli anni '90, con la costruzione di una nuova scalinata (la precedente non era dotata di parapetti), la posa di una pavimentazione in mattoni al suo interno, volta anche a proteggere la pavimentazione originale e l'installazione di infissi nelle nicchie della fu Piazza d'armi (usate in passato sia per funzioni di avvistamento che come vere e proprie cannoniere). Venne inoltre realizzata anche una copertura, costituita da tavole e travi di legno a vista, nella parte interna e di coppi di argilla antichizzati alla parte esterna. La stessa all'interno è sorretta da un pilastro in granito sardo, di forma circolare.
La torre è visitabile prevalentemente nei mesi estivi, dove occasionalmente vengono realizzate mostre di pittura e/o arte in genere, spettacoli musicali o eventi di vario genere. Dagli anni 2000 circa è anche una meta particolarmente apprezzata per la celebrazione di matrimoni, sia con rito civile che con rito religioso.

## La spiaggia
La torre di Barì sorge su un piccolo promontorio, che avanza dalla linea di costa, ed è orlata da una spiaggia sabbiosa, chiamata spiaggia di Barì; la spiaggia, che prende tale nome proprio per la presenza della torre, è lunga circa 8 km e larga 100 m, divisa in due parti dal promontorio roccioso sul quale si trova la torre. Una parte di spiaggia è composta da sabbia grossa come chicchi di riso e presenta un colore chiaro, viene chiamata spiaggia degli uomini, mentre l'altra parte è costituita da sassolini più grossi, quasi dall'aspetto ghiaioso ed è detta spiaggia delle donne, ciò a causa dell'antica tradizione secondo la quale uomini e donne non potevano bagnarsi nello stesso luogo. Il contorno naturale è pressoché intatto per la scarsa presenza umana.

## Galleria d'immagini

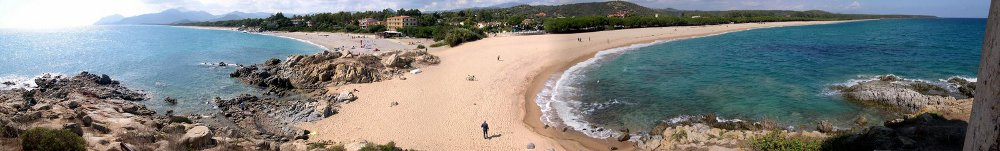
Panoramica della spiaggia dalla Torre di Barì
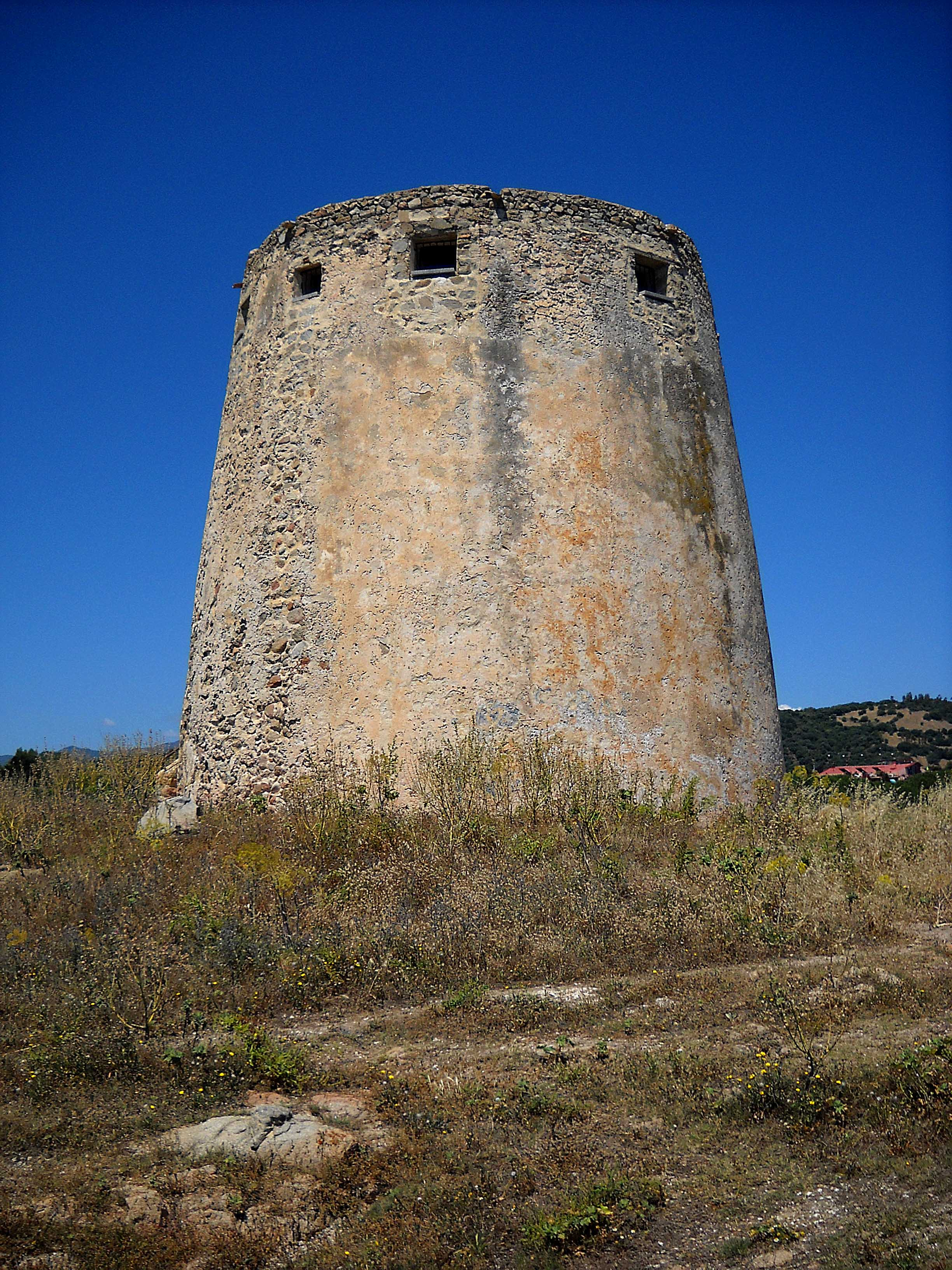
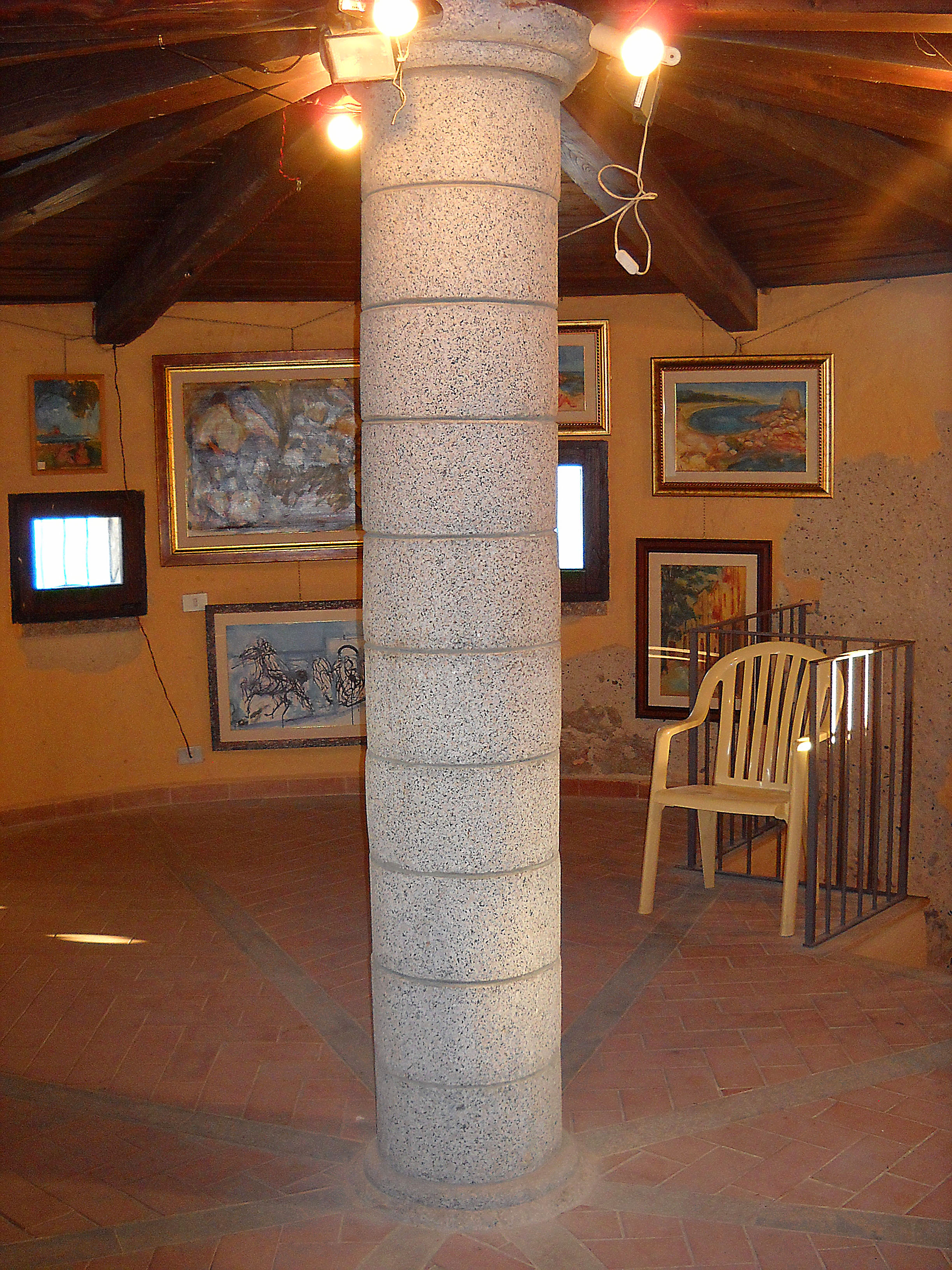
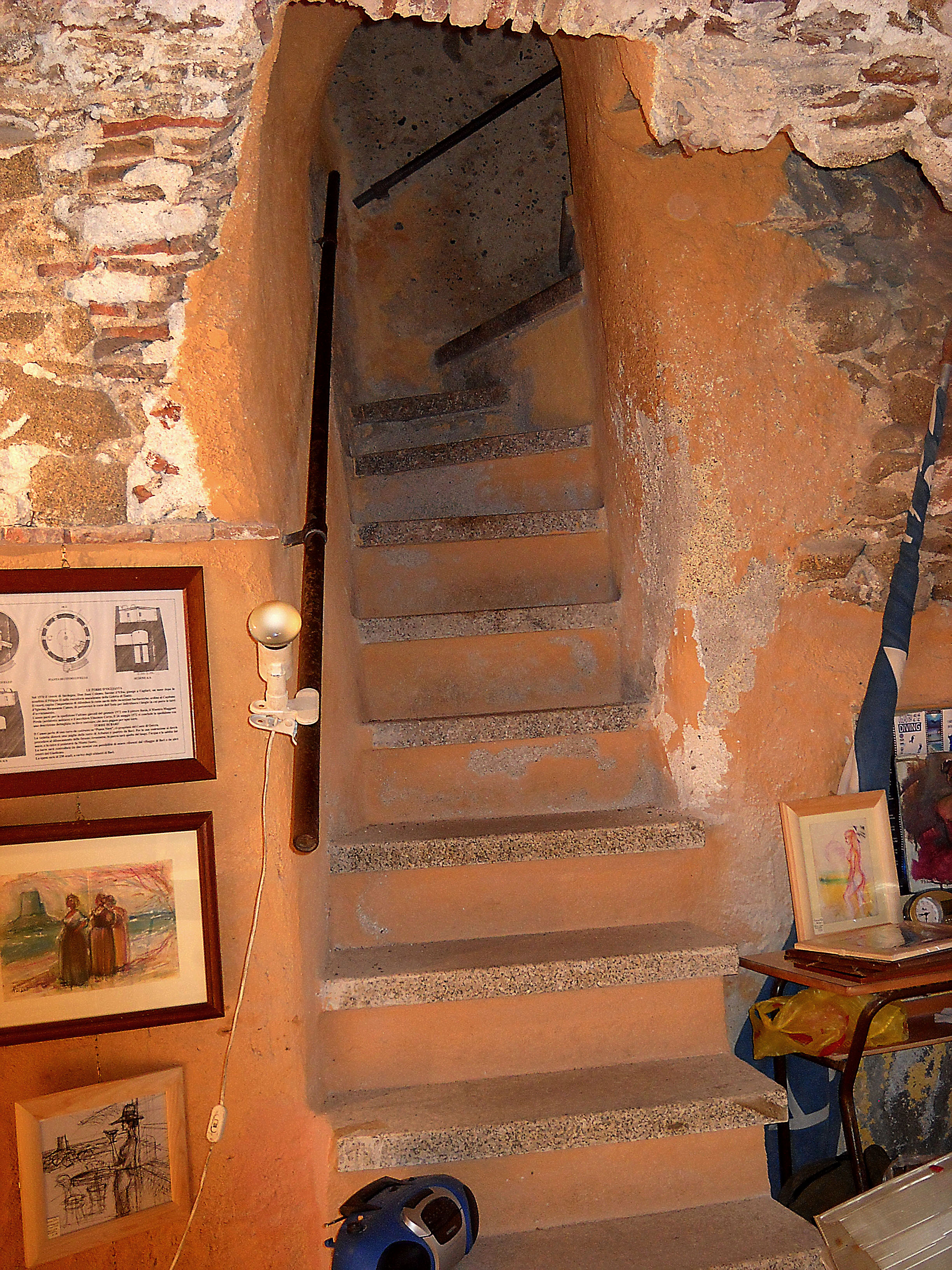
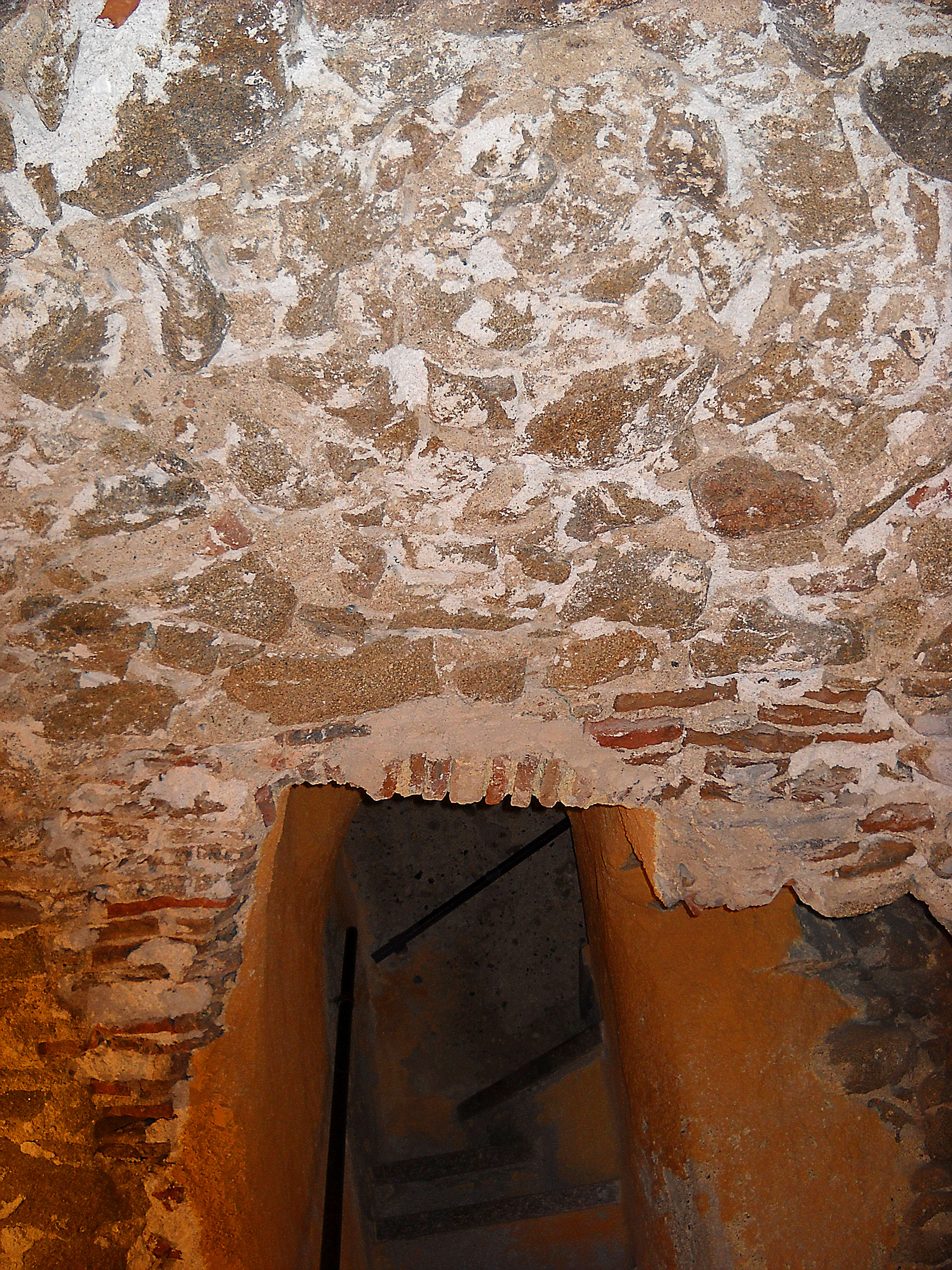